# Léon Nicolas Godard
L'abate Léon-Nicolas Godard (Chaumont, 3 aprile 1825 – Langres, 16 febbraio 1863) è stato un presbitero e docente francese, professore di storia sacra ed archeologia presso il Seminario di Langres e appassionato studioso della storia del Mediterraneo e delle Chiese d'Africa.

## Biografia
Léon-Nicolas Godard nacque nella città di Chaumont, capoluogo del dipartimento dell'Alta Marna, il 3 aprile 1825, da una famiglia che nutriva intensi e profondi sentimenti cattolici. Trascorse gli anni dell'infanzia nella città natale, dove ricevette i primi rudimenti d'istruzione. Viste le sue precoci doti intellettuali, il 3 novembre 1834, il giovane venne inviato al petit séminaire di Langres per completare la propria formazione.